# Penguin Islands
Die Penguin Islands (deutsch Pinguin-Inseln oder Pinguininseln), auch als Angra Pequena Islands oder Guano Islands bekannt, sind eine Inselkette von mehr als 20 kleinen Felsinseln und -eilanden, die sich über 355 Kilometer küstennah entlang der Südatlantikküste Namibias erstreckt. Die mit 10,3 Kilometer Entfernung küstenfernste Insel Hollamsbird ist gleichzeitig die nördlichste. Die Inseln liegen entlang der Küste des Diamantensperrgebietes zwischen Meob-Chamais im Norden und dem Bogenfels im Süden. Sie waren wegen ihrer reichen Vorkommen an Guano auch als Guano-Inseln bekannt.

## Geographie
Die Inseln bilden zusammen eine Fläche von knapp 2,35 km² und wenige erreichen eine Höhe von mehr als 50 Meter über dem Meeresspiegel. Die nördlichste Insel Hollamsbird weist aufgrund ihres raueren Klimas die geringsten Mengen an Guano auf.
Die Inselkette umfasst zwölf Inseln. Als dreizehnter Eintrag werden in einem südafrikanischen Dokument von 1935 die Little Roastbeef Islets erwähnt, die den südlichsten Punkt der Penguin Islands markieren.
Die vier größten Inseln sind Possession (90 Hektar), Seal (44), Penguin (36) und Halifax (10). Dies sind gleichzeitig die größten Meeresinseln Namibias. Größere Flächen haben nur einige Binneninseln Namibias, wie Impalila am Zusammenfluss von Sambesi und Cuando (2500 Hektar oder 25 km²). Shark Island (etwa 40 Hektar) in der Lüderitzbucht wird nicht zu den Penguin Islands gezählt, wohl weil es wegen einer künstlichen Landbrücke zur Halbinsel wurde.

## Geschichte

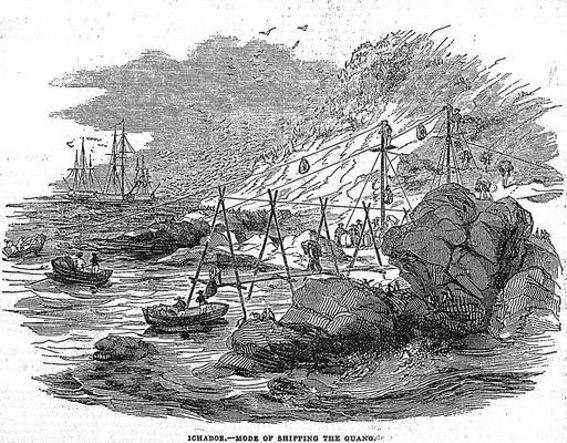
Ichaboe um 1844

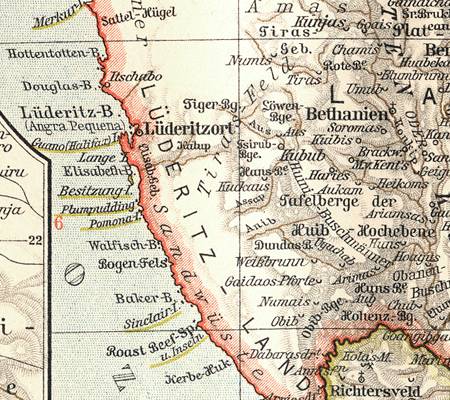
Karte von 1905 mit Darstellung der Inselkette (ohne Hollamsbird)

Der erste Europäer, der die westafrikanische Küste erkundete, war Bartolomeu Diaz. Er stellte zwischen 1475 und 1478 an verschiedenen Stellen Steinkreuze auf, unter anderem auch an der von der Lüderitzbucht nicht weit entfernten Diaz-Spitze.
Einige Jahrhunderte später lieferte Benjamin Morrell (1795–1839), ein amerikanischer Walfänger und Kapitän des Schiffes Antarctic, detaillierte Berichte zum Tierreichtum dieser Küste, insbesondere Wale, Langusten, Schellfisch, Seevögel und Robben. Die Inseln dienten als bedeutende Brutstätten für Vögel, Seebären und Brillenpinguine. Die Insel Ichaboe schilderte er als mit einer 25 Fuß (8 Meter) tiefen Guanoschicht bedeckt. Zurückgekehrt in die Vereinigten Staaten bat er erfolglos um finanzielle Unterstützung für seine Bestrebungen, Guano abzubauen.
Als um 1844 mit seinem Buch Geschichte einer Reise zu den südlichen und westlichen Küsten Afrikas die Guano-Vorkommen in Europa bekannt wurden, begann eine massive Ausbeutung dieser Vorkommen. Es wurde geschätzt, dass allein auf Ichaboe rund 700.000 bis 800.000 Tonnen innerhalb weniger Jahre abgebaut wurden. In dieser Zeit liefen jährlich bis zu 300 Schiffe die Inseln an. Die Guano-Schicht wurde von Arbeitern aufgebrochen, abgetragen und in Booten auf die vor den Inseln ankernden Schiffe gebracht. Wegen der zwischen Arbeitern und Gesellschaften zuweilen aufflackernden Streitigkeiten patrouillierte die in Kapstadt stationierte Britische Marine vor den Inseln. 1861 wurde Ichaboe zu britischem Territorium erklärt und 1867 elf weitere Inseln von Großbritannien annektiert (ausgeschlossen blieben zahlreiche kleinere Inselchen und Felsvorsprünge entlang der Küste). 1874 wurden die Hoheitsrechte über die annektierten Gebiete auf die Kapkolonie übertragen, die diese Inseln (und die Enklave Walvis Bay) selbst nach Gründung des deutschen Schutzgebietes Deutsch-Südwestafrika auf dem Festland behielt. 1921 kamen Walvis Bay und die Inseln vollends an Südafrika, bis das Gebiet am 1. März 1994 an Namibia übergeben wurde.

## Heutige Situation
Die Inseln stehen seit 1994 unter der Kontrolle des Ministerium für Fischerei und Meeresressourcen. Da die Inseln bedeutende Brutstätten für den Brillenpinguin und andere Meeresvögel sind, bemüht sich das Ministerium darum, die Population an Vögeln auf einen nachhaltig natürlichen Stand zu bringen und nur dann einen wirtschaftlichen Abbau des Guanos zu genehmigen. Aus diesem Grund werden die Inseln durch die namibische Marine kontrolliert und der Zugang zu den Inseln ist nur beschränkt möglich. Mit einem Fernglas kann man jedoch von der Halifax-Spitze die Pinguinkolonien auf der Insel Halifax betrachten.